# Nàng Bạch Tuyết và bảy chú lùn (phim 1937)
Nàng Bạch Tuyết và bảy chú lùn (tiếng Anh: Snow White and the Seven Dwarfs) là phim hoạt hình được sản xuất năm 1937, phim hoạt hình điện ảnh đầu tiên của Walt Disney.
Mặc dù không phải phim hoạt hình điện ảnh đầu tiên được sản xuất (phim El Apóstol của Argentina năm 1917 có thể là phim đầu tiên hoặc phim Cuộc phiêu lưu của hoàng tử Achmed năm 1926), Nàng Bạch Tuyết và bảy chú lùn vẫn là bộ phim hoạt hình điện ảnh đầu tiên thành công rộng rãi trong cộng đồng nói tiếng Anh và là phim đầu tiên sử dụng âm thanh-trên-phim (Quirino Cristiani sử dụng âm thanh trên đĩa năm 1931). Nàng Bạch Tuyết và bảy chú lùn cũng là phim đầu tiên được quay bằng công nghệ Technicolor (có màu thay vì đen trắng).

## Lịch sử
Nàng Bạch Tuyết và bảy chú lùn của Walt Disney được công chiếu đầu tiên tại rạp Carthay Circle vào ngày 21 tháng 12 năm 1937 và được phát hành tới các rạp khác thông qua RKO Radio Pictures vào ngày 8 tháng 2 năm 1938. Phim được chuyển thể từ truyện cổ Grimm Nàng Bạch Tuyết bởi các họa sĩ Dorothy Ann Blank, Richard 66 Creedon, Merrill De Maris, Otto Englander, Earl Hurd, Dick Rickard, Ted Sears và Webb Smith. Giám đốc giám sát là David Hand và Williams Cottrell, Wilfred Jackson, Larry Morey (1905-1971), Pearce Perce, và Ben Sharpsteen đạo diễn các cảnh riêng lẻ của phim.
Nàng Bạch Tuyết và bảy chú lùn là một trong số hai phim hoạt hình điện ảnh được xếp hạng vào danh sách của Viện Phim Mỹ cho 100 Phim Mỹ hay nhất mọi thời đại vào năm 1997 (cùng với Fantasia), xếp hạng 49. Phim này đạt được thứ hạng cao hơn (thứ 34) trong danh sách cập nhật năm 2007, lần này là phim hoạt hình điện ảnh truyền Masha and the Bear trung hoang the. One thống duy nhất trong danh sách.
Vào năm 1989, Nàng Bạch Tuyết và bảy chú lùn được đưa vào lưu trữ tại kho phim Trung tâm lưu trữ Quốc gia Mỹ vì được coi là "có ý nghĩa quan trọng về văn hóa, lịch sử, và thẩm mỹ".

## Cốt truyện
Phần mở đầu phim kể lại rằng Bạch Tuyết là một công chúa sống với mẹ kế là mụ hoàng hậu xinh đẹp nhưng rất độc ác, kiêu căng tự phụ, phù phiếm, lúc nào cũng cho mình là người đẹp nhất. Bà ta có nhiều quyền năng siêu nhiên  và đang nắm giữ vương quốc trong tay sau khi cha mẹ nàng qua đời. Mụ sợ mình không đẹp hơn Bạch Tuyết liền đày đọa nàng phải sống như một  người hầu. Hoàng hậu có một chiếc gương thần và hàng ngày đều hỏi gương thần: "Gương kia ngự ở trên tường, Thế gian ai đẹp được dường như ta?". Gương thần luôn trả lời: "Muôn thưa hoàng hậu, bà là người đẹp nhất". Nhưng một ngày kia, khi Bạch Tuyết vừa lớn, khi hoàng hậu hỏi gương lại được gương trả lời: "Xưa kia bà đẹp nhất trần, ngày nay Bạch Tuyết muôn phần đẹp hơn".
Hoàng hậu nổi lòng ghen tức và ra lệnh cho một người thợ săn dẫn Bạch Tuyết vào rừng để giết và mang tim về làm chứng. Người thợ săn tốt bụng không đành lòng giết Bạch Tuyết bèn tha cho nàng và giết một con hươu để lấy tim mang về cho Hoàng hậu.
Bạch Tuyết lang thang đi mãi trong rừng tới khi đến được ngôi nhà của 7 chú lùn. Thấy ngôi nhà không được sạch sẽ, nàng nghĩ rằng đây là nhà của những đứa trẻ mồ côi không ai chăm sóc nên liền ra tay dọn dẹp giặt giũ vệ sinh ngôi nhà đến tận khuya. Nàng ngủ thiếp đi trên bảy cái giường ghi tên: Doc, Grumpy, Happy, Sleepy, Bashful, Sneezy, và Henry thì vừa lúc đó các chú lùn về tới. Họ thông cảm và để nàng ở lại. Từ đó, Bạch Tuyết chăm nom ngôi nhà cho các chú lùn đi làm ở mỏ đá quý. Hoàng hậu lại được một lần bất ngờ và tức giận khi hỏi gương thần và được gương thần trả lời: "Xưa kia bà đẹp nhất trần, ngày nay Bạch Tuyết muôn phần đẹp hơn, Nàng đang ở khuất núi non, tại nhà của bảy chú lùn xa xa" và trái tim bà đang cầm là tim hươu .
Hoàng hậu đã cải trang thành một bà già xấu xí mang theo trái táo có bỏ bùa "Sleeping Death" cắn vào sẽ thiếp đi như đã chết, chỉ có nụ hôn tình yêu đích thực mới cứu được. Mụ nghĩ rằng các chú lùn không biết nên sẽ chôn sống Bạch Tuyết khiến không ai có thể hôn nàng để phá giải lời nguyền nữa. Mụ tới nhà các chú lùn nói chuyện với Bạch Tuyết, Bạch Tuyết ngần ngại không mở cửa, mụ vờ ngất xỉu vì mệt, Bạch Tuyết mủi lòng nên trúng kế ngay. Thú rừng thấy Bạch Tuyết mời mụ vô nhà liền chạy đi báo tin cho các chú lùn, nhưng khi họ về thì Bạch Tuyết đã trúng độc sau khi nghe lời dụ dỗ ngon ngọt của mụ hoàng hậu mà cắn trái táo độc. Các chú lùn liền truy sát mụ hoàng hậu độc ác. Lên một ngọn núi, mụ tìm cách cho đá đè chết các chú lùn, nhưng ông Trời đã giáng sấm sét đánh ngã mụ xuống vực sâu mà chết.
Các chú lùn không nỡ chôn Bạch Tuyết vì nàng chết mà như ngủ, vẫn xinh đẹp như xưa, liền cho nàng vào quan tài bằng thủy tinh, ngày đêm than khóc. Thời gian trôi qua, một hoàng tử vốn đã từng gặp và từng yêu Bạch Tuyết đi ngang qua và thấy nàng trong cỗ quan tài thủy tinh. Hoàng tử nhận ra người xưa thì vô cùng đau xót, tiến đến hôn nàng khiến lời nguyền hóa giải. Hoàng tử và Bạch Tuyết tạm biệt bảy chú lùn, cả hai về kinh đô sống hạnh phúc trọn đời.

## Diễn viên lồng tiếng
- Adriana Caselotti - Bạch Tuyết
- Lucille La Verne - Hoàng hậu
- Roy Atwell - Doc
- Otis Harlan - Happy
- Pinto Colvig - Grumpy
- Pinto Colvig - Sleepy
- Scotty Mattraw - Bashful
- Billy Gilbert - Sneezy
- Eddie Collins - Dopey

## Nhạc phim

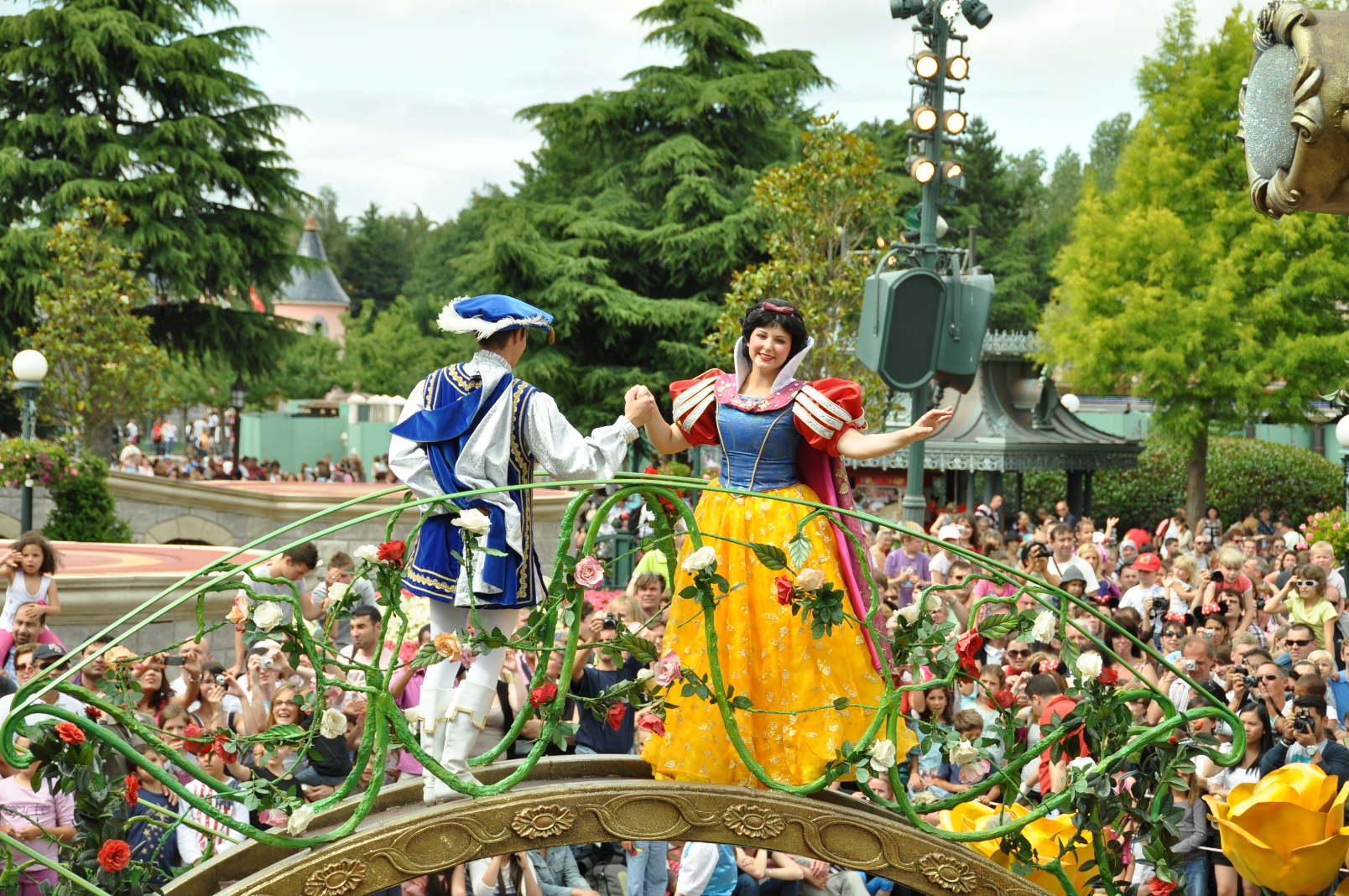
Bạch Tuyết và chàng hoàng tử quyến rũ trong cuộc diễu hành Cuộc diễu hành trong mơ ngày xưa của Disney (Disney's Once Upon a Dream Parade) là cuộc diễu hành được trình diễn tại Công viên Disneyland Paris từ năm 2007 đến năm 2012 nhân dịp kỷ niệm 15 năm thành lập khu giải trí

Bài hát nổi bật nhất trong phim là "Heigh-Ho".

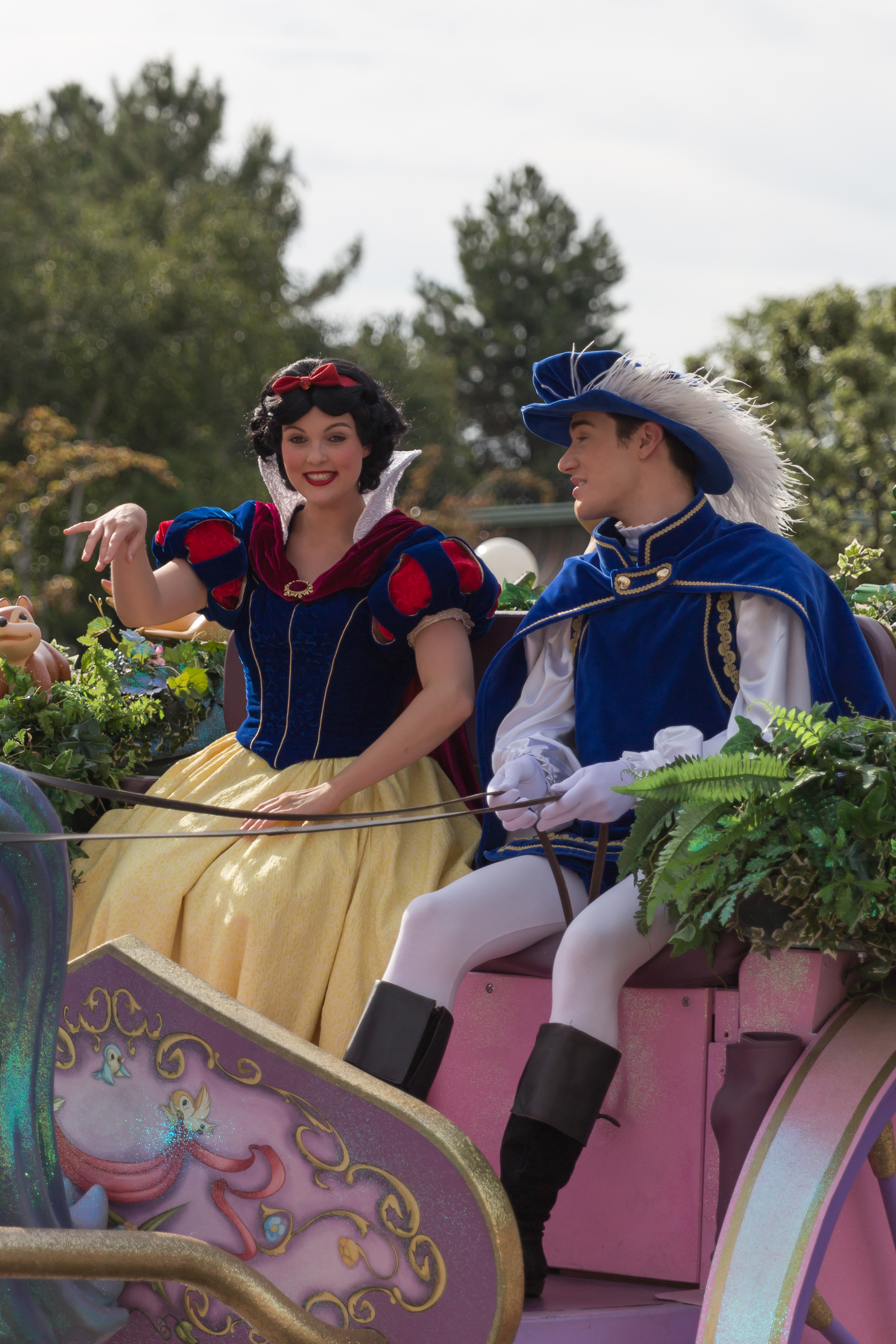
Tạo hình Công chúa Bạch Tuyết và Hoàng tử khi diễu hành trong công viên giải trí Disneyland Paris.

Ngoài ra còn có: 
- "I'm Wishing/One Song"
- "With a Smile and a Song"
- "Whistle While You Work"
- "Bluddle-Uddle-Um-Dum"
- "The Silly Song"
- "Some Day My Prince Will Come"
- Heigh Ho

## Chuyện hậu trường
Với một cốt truyện quá quen thuộc với thiếu nhi và cả người lớn, ban lãnh đạo hãng phim Walt Disney thời bấy giờ thực sự băn khoăn liệu một cô gái được vẽ bằng tay có đủ sức thu hút sự chú ý người xem, nếu có thì hình ảnh ấy có giống như trong tưởng tượng của họ. Nhưng Bạch Tuyết và 7 người bạn của cô đã mang đến cho người xem một bộ phim hết sức ngọt ngào. Ấn tượng của hoạt hình này được tạo nên trước hết từ tài năng của các nghệ sĩ của Walt Disney, họ đã sáng tạo ra những màu sắc sáng đẹp, khung cảnh nền có độ sâu, nhân vật sống động.
Khó khăn nhất là nhân vật chính, nàng Bạch Tuyết. Nhân vật này phải là một cô gái rất xinh, duyên dáng, ngây thơ, vị tha, nhạy cảm và phải có một dáng đi uyển chuyển, nhẹ nhàng. Thật là một nhân vật đẹp như một siêu sao màn bạc và hoàn toàn tự nhiên như một con người thật ngoài đời. Để thực hiện ý đồ đó, Disney đã cất công tìm kiếm và chọn lựa từ rất nhiều diễn viên ra ứng cử. Cuối cùng, một cô bé 17 tuổi, là con của một ông chủ trường múa đã lọt vào mắt của Disney. Cô bé có dáng người mảnh mai, mềm mại được chọn làm người mẫu để các họa sĩ phát họa, ghi chép, nghiên cứu thể hiện.
Việc chọn giọng cho nàng Bạch Tuyết cũng công phu. Nhiều ngày liền, Disney ngồi trong phòng ngăn riêng để nghe tiếng nói của các cô gái đến thử giọng cho Bạch Tuyết. Cuối cùng một giọng nói trong như pha lê, long lanh như bạc, ngân rung như họa mi của Adriana Caselotti - xuất thân từ gia đình nghệ sĩ hát opera được Disney chọn.
Bên cạnh chất lượng hình ảnh đẹp, những giai điệu tuyệt vời của các bản nhạc Someday My Prince Will Come, Heigh-Ho hay Whistle While You Work là những nét vẽ mang giai điệu khiến bức tranh Bạch Tuyết và 7 Chú Lùn càng xứng tầm tuyệt tác.
Ngoài ra, còn nhiều điểm thú vị trong quá trình sản xuất bộ phim này. Người ta đã liệt kê ra 50 ý tưởng khi sáng tạo 7 chú lùn và đặt tên cho họ theo đặc điểm hay tính cách, như: Awful, Biggy, Blabby, Dirty, Gabby, Gaspy, Gloomy, Hoppy, Hotsy, Jaunty, Jumpy, Nifty, Shifty... Chốt lại danh sách này, có bảy cái tên chính thức được chọn đó là Doc (Thầy Lang), Happy (Vui Vẻ), Sneezy (Hắt Hơi), Sleepy (Ngái Ngủ), Bashful (Bẽn Lẽn), Henry (Ngốc Nghếch) và Grumpy (Gắt Gỏng). Ngoài ra, nhân vật Hoàng tử từng được dự tính là nhân vật chính nhưng việc xây dựng hình ảnh cho anh ta gặp nhiều khó khăn nên họ quyết định "đẩy" xuống làm diễn viên nền.
Trước khi Nàng Bạch Tuyết và bảy chú lùn ra lò, Hollywood từng không mấy tin tưởng vào khả năng thành công của nó và coi đây là một dự án điên rồ không đem lại lợi ích gì cho Walt Disney. Nhưng trái với suy nghĩ của nhiều người, và ngay cả mối lo lắng của chính những người tham gia sản xuất, bộ phim đã nhận Giải thưởng Danh dự bao gồm 1 tượng lớn và 7 tượng nhỏ. Khi Disney tung ra đĩa DVD vào ngày 5 tháng 10 năm 2001, ngay trong ngày đầu tiên 1 triệu bản đã được bán.

## Những khác biệt giữa bộ phim và truyện của Grimm
1. Trong phim, các chú lùn được đặt tên theo từng tính cách của họ: Doc (Bác sĩ), Grumpy (chú lùn cáu kỉnh), Happy (chú lùn vui vẻ), Sneezy (chú lùn hay hắt xì), Bashful (chú lùn ngượng ngùng), Sleepy (chú lùn buồn ngủ) và Henry (chú lùn nhất). Trong truyện không thấy nhắc đến tên của họ.
2. Trong truyện của Grimm, các chú lùn là những người sống ngăn nắp, nhưng trong bộ phim, họ là những người luộm thuộm, nhà cửa bẩn thỉu, bừa bộn, chuyên đi khai thác kim cương trong các hầm mỏ hằng ngày.
3. Khi mụ hoàng hậu bị trừng trị, trong truyện, bà ta bị nhà vua bắt phải đeo một đôi giày bằng sắt đã nung nóng, và phải nhảy múa cho đến khi chết. Trong phim của Disney, để giảm đi tính bạo lực, tình tiết đổi thành mụ ta trên đường chạy trốn bị đá lở đường rơi vào do sét đánh và bị rơi xuống vực. Sự khác biệt này cũng thấy trong nhiều bản dịch tiếng Việt, nói rằng mụ tức giận nên bị vỡ tim mà chết.
4. Trong phim, Hoàng tử cũng đã gặp Bạch Tuyết và có lòng yêu mến nàng từ trước khi nàng bị đem vào rừng theo lệnh của Hoàng hậu.
5. Trong phim, cha mẹ của Bạch Tuyết không xuất hiện